# Leif
Leif (schw. [lɜif] oder dt. [lɐif]) ist ein männlicher Vorname skandinavischen Ursprungs, der  vom altnordischen Wort leifr (isländ.: leifur) abgeleitet ist und „Erbe“ bzw. „Nachkomme“ bedeutet. Andere, seltenere Schreibweisen des Namens sind Lejf (Dänemark, Schweden) und Leiv (Norwegen). Der Name ist vor allem in Schweden auch als Nachname geläufig.

## Verbreitung als Vorname
Vor 2023 war der Vorname Leif in Schweden am häufigsten (69,716 Mal, Statistik 2006), gefolgt von Dänemark (18,675 Mal, Statistik 2007), Norwegen (15,490 Mal, Statistik 2007) und Finnland (4,521 Mal, Statistik 2007).
Die Bekanntheit dieses Vornamens im deutschsprachigen Raum weist aufgrund der Häufigkeit in Skandinavien ein deutliches Nord-Süd-Gefälle auf: Während er in Schleswig-Holstein allgemein bekannt und relativ häufig ist, ist er in Süddeutschland der Mehrheit der Bevölkerung nicht geläufig. In der Statistik der beliebtesten männlichen Vornamen Deutschlands rangierte Leif in den Jahren 1990–1999 auf Platz 138, von 2000 bis 2009 auf Platz 169. Die Tendenz ist konstant rückläufig, so lag er zwischen 2010 und 2019 auf Platz 275 und 2023 nur noch auf Platz 355.

## Bekannte Namensträger
Der in Island geborene Wikinger Leif Eriksson (um 970 bis um 1020) war der erste schriftlich belegte Entdecker Amerikas. Seine in den Vinland-Sagas beschriebenen Entdeckerfahrten wurden auf dem europäischen Kontinent jedoch erst nach der Wiederentdeckung Amerikas durch Kolumbus bekannt. Nach ihm trägt der isländische internationale Flughafen Keflavík den Beinamen Flughafen Leifur Eiríksson.

### Vorname

#### Leif
- Leif Andersson (* 1949), schwedischer Ringer
- Leif Andersson (* 1954), schwedischer Genetiker
- Leif Andersson (* 1961), schwedischer Biathlet
- Leif Andersson (* 1963), deutscher Volleyballspieler
- Leif Erland Andersson (1943–1979), schwedischer Astronom
- Leif Andrée (* 1958), schwedischer Schauspieler
- Leif Ove Andsnes (* 1970), norwegischer Pianist
- Leif Aune (1925–2019), norwegischer Politiker
- Leif Berger (* 1995), deutscher Jazzmusiker (Schlagzeug)
- Leif Carlsson (* 1965), schwedischer Eishockeyspieler
- Leif Castberg (1876–1950), norwegischer Rechtsanwalt und Politiker
- Leif Davidsen (* 1950), dänischer Schriftsteller
- Leif Eriksson (≈ 970–1020), isländischer Entdecker
- Leif Eriksson (* 1942), schwedischer Fußball- und Bandyspieler
- Leif Erlsboe (1943–2000), dänisch-norwegischer Filmeditor, Regisseur und Drehbuchautor
- Leif Frey (* 1979), deutscher Skispringer
- Leif Garrett (* 1961), US-amerikanischer Schauspieler
- Leif Geiges (1915–1990), deutscher Fotograf und Reporter
- Leif Grane (1928–2000), dänischer Kirchenhistoriker
- Leif Haraldseth (1929–2019), norwegischer Politiker und Gewerkschafter
- Leif Kristian Haugen (* 1987), norwegischer Skirennläufer
- Leif Arne Heløe (* 1932), norwegischer Politiker der konservativen Høyre
- Leif-Erik Holm (* 1970),  deutscher Politiker aus Mecklenburg-Vorpommern
- Leif Holmgren (* 1953), schwedischer Eishockeyspieler und -trainer
- Leif Hoste (* 1977), belgischer Radrennfahrer
- Leif Jensen (* 1948), norwegischer Gewichtheber und Olympiasieger
- Leif Kobbelt (* 1966), deutscher Professor für Informatik mit dem Spezialgebiet Computergrafik
- Leif Lampater (* 1982), deutscher Radrennfahrer
- Leif Målberg (* 1945), schwedischer Fußballspieler und -trainer
- Leif Miller (* 1967), deutscher Biologe und Naturschützer
- Leif Kristian Nestvold-Haugen (* 1987), norwegischer Skirennläufer
- Leif Nordgren (* 1989), US-amerikanischer Biathlet
- Leif Øgaard (* 1952), norwegischer Schachgroßmeister
- Leif Panduro (1923–1977), dänischer Schriftsteller
- Leif Randt (* 1983), deutscher Autor
- Leif Roar (1937–2003), dänischer Opernsänger (Bariton)
- Leif Rohlin (* 1968), schwedischer Eishockeyspieler
- Leif Schrader (* 1969), deutscher Politiker
- Leif Segerstam (1944–2024), finnischer Komponist und Dirigent
- Leif Silbersky (1938–2024), schwedischer Strafverteidiger und Schriftsteller
- Leif Skagnæs (1903–1956), norwegischer Skisportler
- Leif Skiöld (1935–2014), schwedischer Fußball-, Eishockey- und Bandyspieler
- Leif Tissier (* 1999), deutscher Handballspieler
- Leif Trenkler (* 1960), deutscher Maler
- Leif Uvemark (1939–1996), schwedischer Trompeter und Bandleader
- Leif Wennerström (* 1937), schwedischer Schlagzeuger des Modern Jazz
- Leif Zern (* 1939), schwedischer Schriftsteller und Theaterkritiker

#### Leiv
- Leiv Aalen (1906–1983), norwegischer lutherischer Theologe und Hochschullehrer
- Leiv Warren Donnan (* 1938), australisch-deutscher Maler, Grafiker, Zeichner und Kunsterzieher

### Pseudonym
- Leif Erickson, eigentlich William Wycliffe Anderson (1911–1986), US-amerikanischer Schauspieler

### Zwischenname
- Volkmar Leif Gilbert (* 1991), deutscher Schauspieler
- Timothy Leif „T. J.“ Oshie (* 1986), US-amerikanischer Eishockeyspieler

### Nachname
- Thomas Leif (1959–2017), deutscher Journalist

## Ähnlich klingende Namen
Der ähnlich klingende russische Vorname Lev (in anderer Transkription auch Lew) geht etymologisch auf den römischen Namen Leo zurück. Ob die aus Skandinavien stammenden Waräger im Mittelalter den Namen Leif in Teilen Russlands einführten, ist bislang nicht belegt.
Der hebräische Vorname Levi geht hingegen auf den biblischen Levi, den Stammvater der Leviten, zurück.
Enge etymologische Verwandtschaft besteht zwischen den Vornamen Leif und Olaf (altnordisch Áleifr), da dieser vom selben Wortstamm abgeleitet ist.